# Пистоне, Анита
Анита Себастьяна Пистоне-Фаллика (итал. Anita Sebastiana Pistone-Fallica; род. 29 октября 1976, Катания, Сицилия) — итальянская легкоатлетка, специалистка по бегу на короткие дистанции. Выступала на профессиональном уровне в 1998—2010 годах, обладательница двух серебряных медалей Средиземноморских игр, чемпионка Италии в беге на 100 и 200 метров, участница летних Олимпийских игр в Пекине.

## Биография
Анита Пистоне родилась 29 октября 1976 года в Катании, Сицилия.
Впервые заявила о себе в сезоне 1998 года, успешно выступив на нескольких стартах национального уровня в спринтерских дисциплинах.
В 2001 году выиграла серебряную медаль в эстафете 4 × 100 метров на Средиземноморских играх в Тунисе.
В 2007 году в беге на 60 метров выступила на чемпионате Европы в помещении в Бирмингеме. На чемпионате Италии в Падове одержала победу на дистанциях 100 и 200 метров. Стартовала на Всемирных военных играх в Хайдарабаде, став в 100-метровой дисциплине четвёртой.
В 2008 году вновь стала чемпионкой Италии в дисциплине 100 метров, тогда как на Кубке Европы в Анси финишировала четвёртой в индивидуальном беге на 100 метров и с национальным рекордом 43,04 заняла третье место в эстафете 4 × 100 метров. Благодаря череде удачных выступлений удостоилась права защищать честь страны на летних Олимпийских играх в Пекине — в дисциплине 100 метров дошла до четвертьфинала, в то время как в эстафете 4 × 100 метров на предварительном квалификационном этапе их команду дисквалифицировали.
После пекинской Олимпиады Пистоне ещё в течение некоторого времени оставалась действующей спортсменкой и продолжала принимать участие в крупнейших международных стартах. Так, в 2009 году в беге на 60 метров она показала шестой результат на домашнем чемпионате Европы в помещении в Турине, бежала эстафету на командном чемпионате Европы в Лейрии, выиграла серебряную медаль в эстафете на Средиземноморских играх в Пескаре, превзошла всех соперниц в 100-метровой дисциплине на чемпионате Италии в Милане.
Завершила спортивную карьеру по окончании сезона 2010 года.